# Gründungsmythos
Ein Gründungsmythos ist eine Ursprungserzählung, die teilweise auf Fiktionen aufbaut und als verbindlich wahrgenommen wird.
Diese Art von Mythos kann sowohl religiöse als auch politische Elemente enthalten. Der Ausdruck entstammt der politischen Soziologie.
Religiöse Formen sind beispielsweise Ideen von göttlicher Offenbarung,
Auserwähltheit und Mission
sowie Vorsehung und Schicksal.
Solche Gründungsmythen beruhen teilweise auf Glaubenshaltungen, ohne die ihr Wirkungspotential verblasst.
Als politische Mythen sind Gründungsmythen  konstitutiv für ein allgemeines Selbstverständnis in modernen Nationalstaaten.
Die Funktionen von Gründungsmythen liegen in der Schaffung konsensfähiger, sinnstiftender Werte, der Erzeugung von kollektiven Identitätsvorstellungen sowie der Legitimation von Macht und Privilegien. Auch bei stark wertorientierten politischen Parteien sowie bei länger zurückliegenden oder „legendären“ Unternehmensgründungen können sie eine Rolle spielen.

## Beispiele
Gründungsmythen nahmen eine hervorragende Stelle in der griechischen Mythologie ein. „Antike griechische Rituale verbanden sich mit der Bevölkerung und somit mit jeweils spezifischen Orten“ beobachtete Walter Burkert, die einmal errichteten Heiligtümer und Altäre blieben für alle Zeiten heilige Orte. Daher stellen die griechischen Gründungsmythen eine spezielle Beziehung zwischen der Gottheit und der lokalen Bevölkerung her. Diese leitete ihre Wurzeln von einem Heros ab und sah ihre überkommenen Rechtsansprüche durch den Gründungsmythos legitimiert. Die griechischen Gründungsmythen verkörperten oftmals die Rechtfertigung für das Weiterbestehen eines älteren Gesellschafts- und Wertesystems.
Der römische Gründungsmythos lässt die Gründer Roms von einer Wölfin (Symbol der wilden Kraft) gesäugt sein und Romulus seine Stadt sofort mit aller Kraft verteidigen. Ein weiteres Beispiel stellt Vergils Aeneis dar, worin der aus dem brennenden Troja fliehende Äneas nach vielen Irrfahrten nach Latium gelangt, wo er zum Stammvater der Römer wird.
Der Gründungsmythos der Mark Brandenburg (1157) spiegelt sich in der Schildhornsage.
Der Gründungsmythos der USA, dass der Einzelne oder die Gruppe gegen alle Widrigkeiten ihr Glück machen und Recht und Ordnung schaffen könne (American Dream), wird in vielen Wild-West-Filmen ausgeführt (auf die Pilgerväter zurückgehend). Der US-amerikanische Historiker David McCullough analysiert 2005 in seinem Buch 1776: America and Britain at War („1776: Nordamerika und Briten im Krieg“) eingehend die Entwicklung des US-amerikanischen Gründungsmythos.